# Korottsjajevo
Korottsjajevo (Russisch: Коротчаево) is een dorp (posjolok) en haven aan de rivier de Poer onder het bestuur van de West-Siberische gasstad Novy Oerengoj in het oosten van het autonome district Jamalië van de Russische oblast Tjoemen. Tot 2005 was het een plaats onder jurisdictie van het gemeentelijk district Poerovski. De stad ligt op 76,5 kilometer ten oosten van Novy Oerengoj, iets ten zuiden van de plaats Limbjajacha en iets ten zuidwesten van de plaats Oerengoj.
De plaats ontstond in 1977 toen een spoorlijn werd aangelegd van Soergoet naar Novy Oerengoj. De plaats zelf lag echter niet aan deze spoorlijn. Pas in 1982 werd de plaats geregistreerd. De plaats werd vernoemd naar de regionale Sovjetheld Dmitri Korottsjajev. In 2003 kreeg de plaats een spoorstation en een directe spoorverbinding (onderdeel van de Sverdlovskspoorlijn) naar Novy Oerengoj en Soergoet. In september 2004 stemden de bewoners van Korottsjajevo en Limbjajacha per referendum in met een voorstel tot de samenvoeging van beide plaatsen met Novy Oerengoj in 2005.